# 瑞里尼亚克
瑞里尼亚克（法語：Jurignac，法語發音：[ʒyʁiɲak]）是法国夏朗德省的一个旧市镇，位于该省中南部，属于昂古莱姆区。2016年1月1日，瑞里尼亚克和相邻的另外3个市镇合并为新市镇瓦勒德维涅（Val des Vignes），并成为政府驻地。

## 地理
瑞里尼亚克（45°32'1"N, 0°2'17"W）面积16 平方千米，位于法国新阿基坦大区夏朗德省，该省份为法国西部内陆省份，北起德塞夫勒省和维埃纳省，东临上维埃纳省，东南至多尔多涅省，南至多爾多涅省，西接滨海夏朗德省。
与瑞里尼亚克接壤的市镇（或旧市镇、城区）包括：欧布维尔、比拉克、埃特里亚克、拉迪维尔、诺纳维尔、佩勒伊、鲁莱-圣埃斯泰夫。

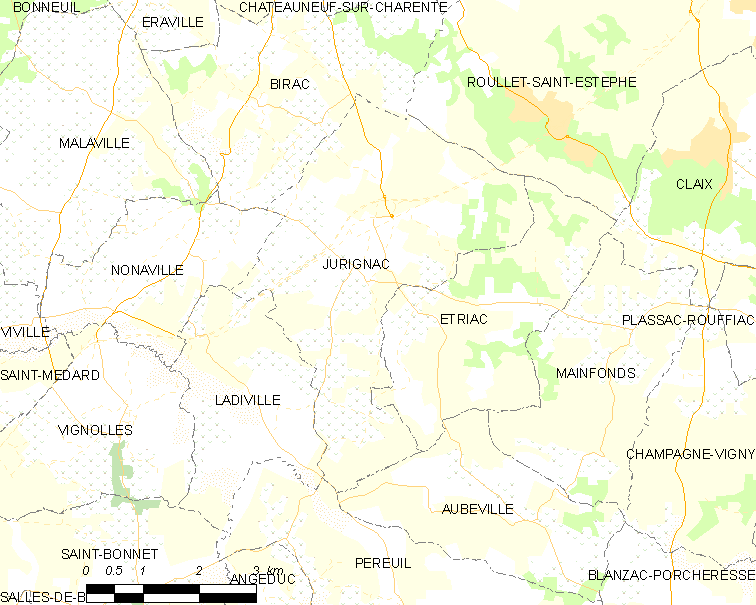
瑞里尼亚克的OSM定位图

瑞里尼亚克的时区为UTC+01:00、UTC+02:00（夏令时）。

## 行政
瑞里尼亚克的邮政编码为16250，INSEE市镇编码为16175。

## 政治
瑞里尼亚克所属的省级选区为夏朗德南县。

## 人口

1962-2008年间瑞里尼亚克人口变化图示

瑞里尼亚克于2018年1月1日时的人口数量为641人。